# Битва при Сен-Кантене (1914)
Битва при Сен-Кантене (29 — 30 августа 1914 года), известная также как битва при Гюизе — сражение на Западном фронте Первой мировой войны, часть Великого отступления войск Антанты.
В ночь с 26 на 27 августа 1914 года после Битвы у Ле-Като войска Антанты отошли к Сен-Кантену. Между продолжавшим отступление Британским экспедиционным корпусом и французской четвёртой армией образовался значительный разрыв. Французский главнокомандующий Жоффр направил на этот участок пятую армию под командованием генерала Ланрезака с целью нанесения контрудара. 28 августа армия Ланрезака, развернув фронт, совершила обходной манёвр с целью провести атаку на Сен-Кантен в западном направлении. Английский главнокомандующий Джон Френч, стремившийся в это время только к тому, как сохранить свою армию, отказался содействовать французам в проведении этой операции. Карл фон Бюлов, командующий второй германской армией, которая вела наступление на этом направлении, узнал о контрударе из бумаг пленного французского офицера и подготовился к сражению.
Атака 18-го корпуса пятой армии на Сен-Кантен была отбита, нападавшие понесли большие потери. Тогда Ланрезак приказал перенести направление наступления восточней, в район Гюиза. Командующий 1-го корпуса Франше д’Эспере, объединив силы трех корпусов, после артподготовки начал атаку на этом участке, на этот раз успешную. Немцы, в том числе и гвардейский корпус — лучшая часть армии фон Бюлова — были вынуждены отойти.
Однако развить этот успех оказалось невозможно. И англичане на левом фланге, и 4-я французская армия на правом продолжали отступать. Перед армией Ланрезака встала угроза окружения. Оценив обстановку, Жоффр приказал Ланрезаку отступить за Уазу, разрушив за собой мосты. Из-за ошибки штабных офицеров приказ этот был получен Ланрезаком только утром 30 августа. Это опоздание, однако, не было использовано немцами, поскольку фон Бюлов вообще не имел четкого представления о ходе сражения: он сообщил о нём в штаб как о победе, добавив, что его армия слишком устала, чтобы преследовать французов. Командующие германскими армиями, у которых создалось ошибочное впечатление, что французы уже не способны сопротивляться, оставили первоначальный план обхода противника справа и разворачивали свои части на юг, к Марне.